# A Superior Day
A Superior Day (en hangul, 우월한 하루; romanización revisada, Uwolhan Haru) es una serie de televisión surcoreana transmitida desde el 13 de marzo de 2022 a través de OCN.
La serie se basa en el webtoon Superior Day (우월한 하루) de Team Getname (팀 겟네임), que representa un thriller donde un hombre de lo más corriente debe matar al asesino en serie que vive al lado para salvar a su hija secuestrada.

## Sinopsis
Lee Ho-chul es un hombre corriente que trabaja como bombero y vive una vida ordinaria junto a su amada familia. Un día, cuando las noticias sobre un asesino en serie estaban en los titulares, Ho-chul recibe información de un extraño que le dice que el asesino en serie es su vecino, Kwon Si-woo. Desconocido para Ho-chul, el extraño que le dio esa información es Bae Tae-jin, un asesino a sueldo.
De repente su vida da un vuelco cuando su hija es secuestrada, en su búsqueda desesperada recibe una llamada telefónica amenazante que le dice "Si no encuentra al asesino en serie y lo matas dentro de las 24 horas, tu hija morirá", con la vida de su hija en juego, Ho-chul se ve envuelto en un peligroso juego del gato y el ratón entre ambos asesinos.

## Reparto

### Personajes principales
- Jin Goo como Lee Ho-chul, es un bombero cuya vida da un vuelco cuando su hija es secuestrada.[10]
- Ha Do-kwon como Bae Tae-jin, es un asesino a sueldo profesional que persigue a Kwon Shi-woo, un asesino en serie. Es una persona despiadada que no tiene reparos en deshacerse de cualquier obstáculo para lograr sus objetivos.[11]
- Lee Won-keun como Kwon Shi-woo, un asesino en serie a quien tanto Lee Ho-chul y Bae Tae-jin persiguen. Está obsesionado por completar un proyecto que demostrará al mundo lo superior que es sobre los demás. Después de vivir una cuidadosa doble vida, Si-woo está listo para demostrar su verdadera personalidad.[12]
  - Ki Eun-yoo como Si-woo de pequeño (Ep. 5).

### Personajes secundarios

#### Personas cercanas a Ho-chul
- Lim Hwa-young como Choi Jeong-hye, la esposa de Lee Ho-chul y una ex oficial de la policía.[13]
- Cho Yu-ha como Lee Su-a, la hija de Lee Ho-chul, quien es secuestrada.
- Han Yi-jin como Park Jung-min, un colega de Lee Ho-chul, es un bombero que trabaja en el mismo departamento de bomberos que Lee Ho-chul.[14]

#### Aliados de Tae-jin
- Yang Hyun-min como el señor Joo, un gerente y ayudante de Bae Tae-jin.
- Na Chul como Seo Min-gi, un socio de Bae Tae-jin.
- Jo Won-joon como Park Sung-chul, un detective (Ep. 2-5).

#### Policía
- Park Min-jung como Choo Seon-woo, una detective que persigue ferozmente una serie de casos de asesinato y se enfrenta a un nuevo desafío. Tiene una intuición aguda y una tenacidad feroz hasta el punto de no perderse de ninguna pista.[15]
- Song Young-kyu como Jang Yoon-tae, el capitán de la policía.
- Jo Boo-kyung como Kim Dong-woo, un detective.
- Lee Seo-joon como Oh Jeong-won, un detective que intenta atrapar al asesino en serie.[16]
- Hong Seong-o.
- Park Se-hoon como un detective (Ep. 1).

#### Miembros de Paris Ville City
- Im Hyun-joo como No Yoo-ra, una residente de Paris Ville.
- Jang In-ho como el jefe Choi, el jefe del departamento de seguridad de Paris Ville.
- Kim Do-hyun como Kim Dong-joo, un joven guardia de seguridad privado en Paris Ville (Ep. 1-2).
- Min Sang-woo como un residente de Paris Ville (Ep. 1).
- Oh Min-jung como una residente de Paris Ville (Ep. 1).
- Jang Joo-yeon como una residente de Paris Ville (Ep. 1).
- Jung Hyun-woo como un empleado de negocios (Ep. 2).
- Kim Oh-bok como un empleado de negocios (Ep. 2).

#### Personas cercanas a Shi-woo
- Jung Han-bit como la madre de Kwon Shi-woo (Ep. 5).
- Park Sang-hwi como un psiquiatra del pasado de Kwon Shi-woo (Ep. 5).

### Otros personajes
- Ryu Yeon-seok como Cho Jung-shik, un reportero.
- Choi Hyung-joo como Chan Woo, un amigo de Lee Su-a (Ep. 1).
- Park Se-hoon como un detective (Ep. 1).
- Kang Jong-sung como un hombre enfermo (Ep. 1).
- Lee Hyun-seo como la hija del hombre enfermo (Ep. 1).
- Min Jung-sup como un hombre confrontando a Kim Dong-joo (Ep. 1).

### Apariciones especiales
- Kim Do-hyun como Kim Dong-joo, un joven guardia de seguridad privado en Paris Ville que ayuda a Ho-chul en la búsqueda del asesino (Ep. 1-2).

## Episodios
Su estreno tuvo lugar a través de la OCN el 13 de marzo de 2022 y se transmite todos los domingos a las 22:30 (KST).

### Índice de audiencia
| Episodio | Fecha de emisión    | Participación promedio de audiencia |
| Episodio | Fecha de emisión    | Nielsen Korea (Nacional)            |
| -------- | ------------------- | ----------------------------------- |
| 1        | 13 de marzo de 2022 | 1.045% (39th)                       |
| 2        | 20 de marzo de 2022 | 1.178% (33rd)                       |
| 3        | 27 de marzo de 2022 | 0.912% (44th)                       |
| 4        | 3 de abril de 2022  | 0.848% (44th)                       |
| 5        | 10 de abril de 2022 | 0.952% (39th)                       |
| 6        | 17 de abril de 2022 | [ 21 ]                              |
| 7        | 24 de abril de 2022 |                                     |
| 8        | 1 de mayo de 2022   |                                     |
| Promedio | Promedio            | —                                   |

## Producción
La dirección está a cargo de Jo Nam-hyeong (조남형), quien cuenta con el apoyo del guionista Lee Ji-hyun (이지현), también cuenta con el apoyo de la compañía de producción IWill Media.
En noviembre de 2021 las filmaciones comenzaron en Heungdeok-gu, Cheongju-si.
El 25 de enero de 2022 la OCN reveló las fotos oficiales de la lectura del guion de la serie. Mientras que la conferencia de prensa en línea fue realizada el 11 de marzo de 2022.
El 11 de marzo de 2022, se confirmó que el actor Ha Do-kwon había dado positivo para COVID-19 en la tarde del día 10, por lo que las filmaciones de la serie habían sido cancelados temporalmente.